# مدوخا
مدوخا (به عربی: مدوخا) یک منطقهٔ مسکونی در لبنان است که در بیروت واقع شده‌است.
 مدوخا ۱۵٫۱۸ کیلومتر مربع مساحت دارد  ۹۹۴ متر بالاتر از سطح دریا واقع شده‌است.